# Ionești (gmina w okręgu Vâlcea)
Ionești – gmina w Rumunii, w okręgu Vâlcea. Obejmuje miejscowości Bucșani, Dealu Mare, Delureni, Fișcălia, Fotești, Guguianca, Ionești, Marcea i Prodănești. W 2011 roku liczyła 4130 mieszkańców.